# جان هنریکز
جان هنریکز (به انگلیسی: Jon Henricks) (زادهٔ ۶ ژوئن ۱۹۳۵) شناگر اهل استرالیا است.